# Szuntari járás

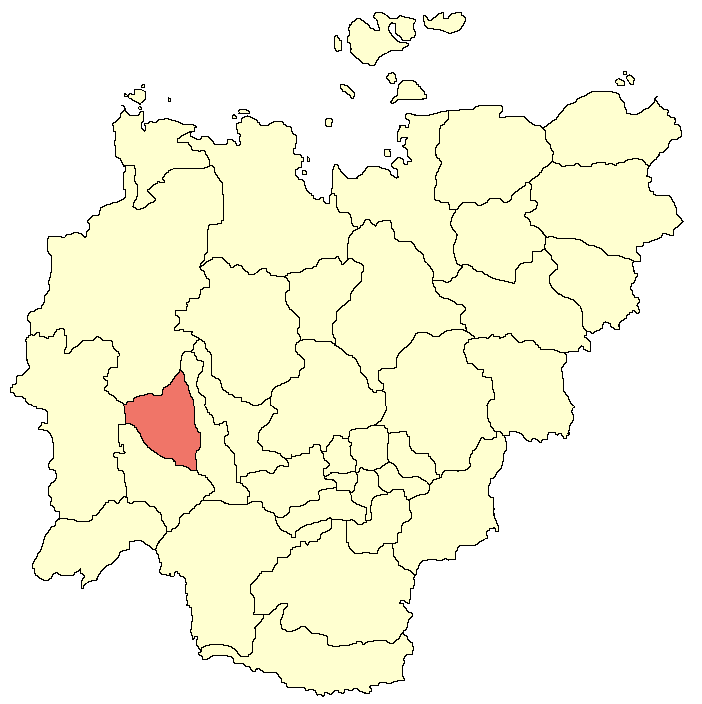
A Szuntari járás Jakutföldön

A Szuntari járás (oroszul Сунтарский улус, jakut nyelven Сунтаар улууһа) Oroszország egyik járása Jakutföldön. Székhelye Szuntar.

## Népesség
- 1989-ben 26 035 lakosa volt, melynek 92,5%-a jakut, 5%-a orosz, 0,2%-a even, 0,2%-a evenk.
- 2002-ben 25 485 lakosa volt.
- 2010-ben 25 140 lakosa volt, melyből 24 400 jakut, 255 orosz, 101 evenk, 94 even stb.